# Regiment Gwardii Konnej Koronnej

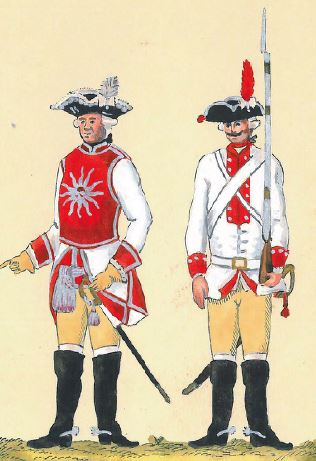
Oficer i szeregowy Gwardii Konnej Koronnej w stroju paradnym w 1775

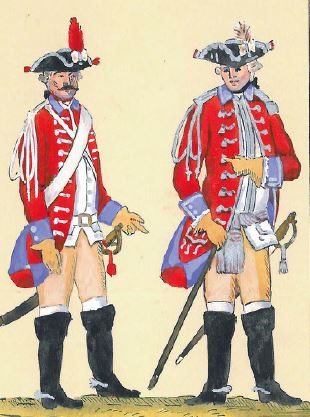
Szeregowy i oficer Gwardii Konnej Koronnej w mundurze zwykłym w 1775

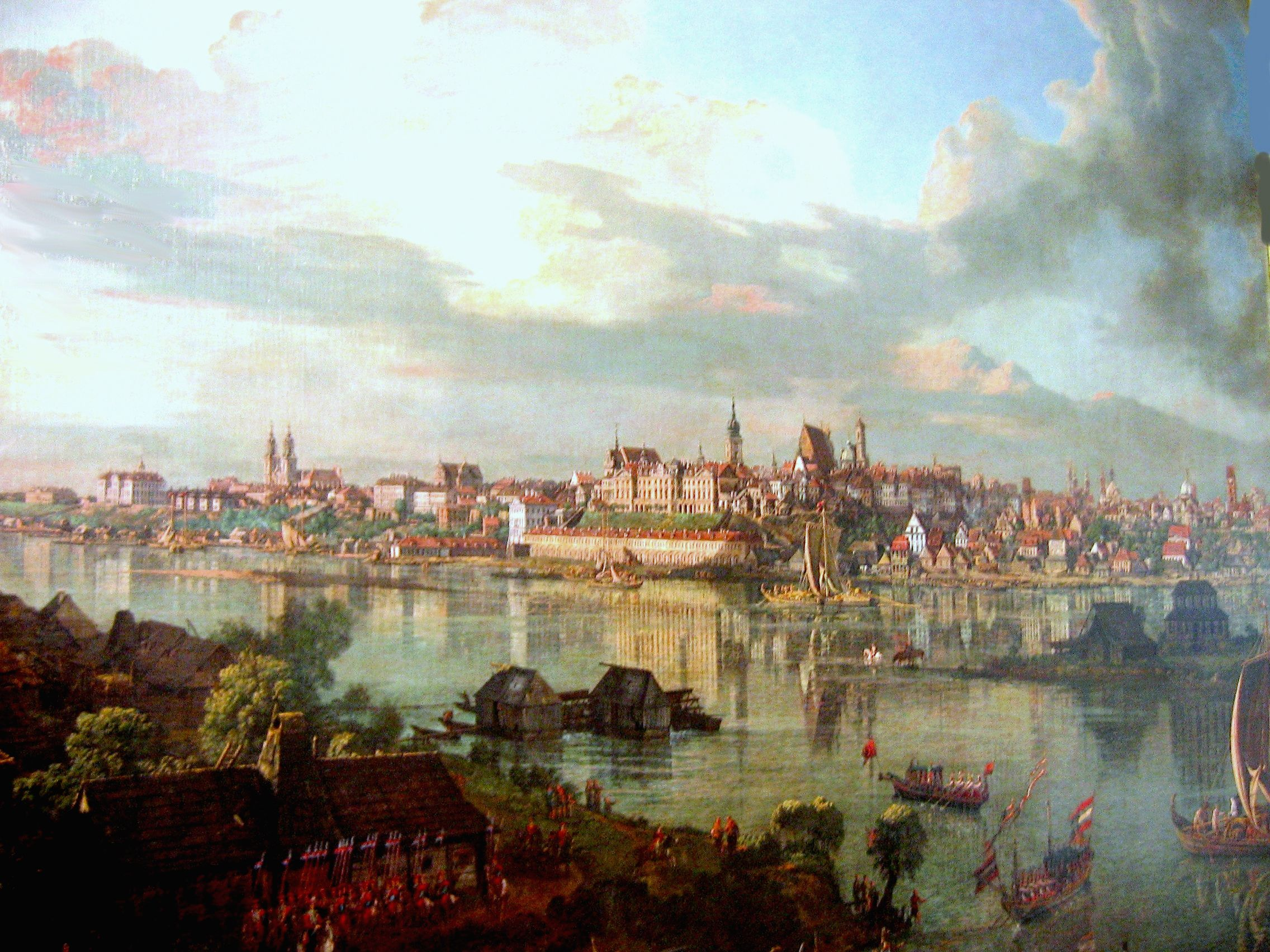
Warszawa 1770 - (mal. Canaletto)

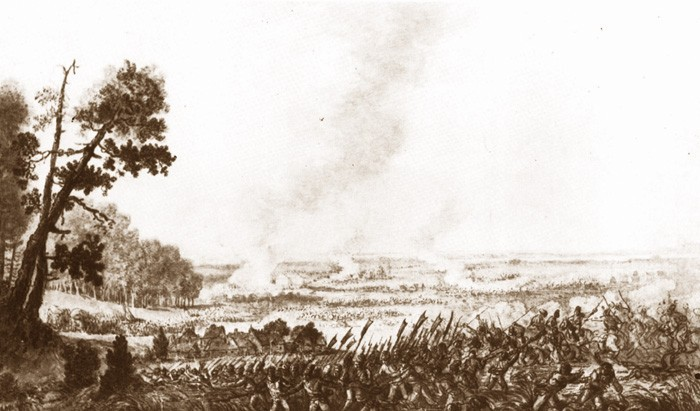
Aleksander Orłowski, Bitwa pod Maciejowicami (widok od strony polskiej)

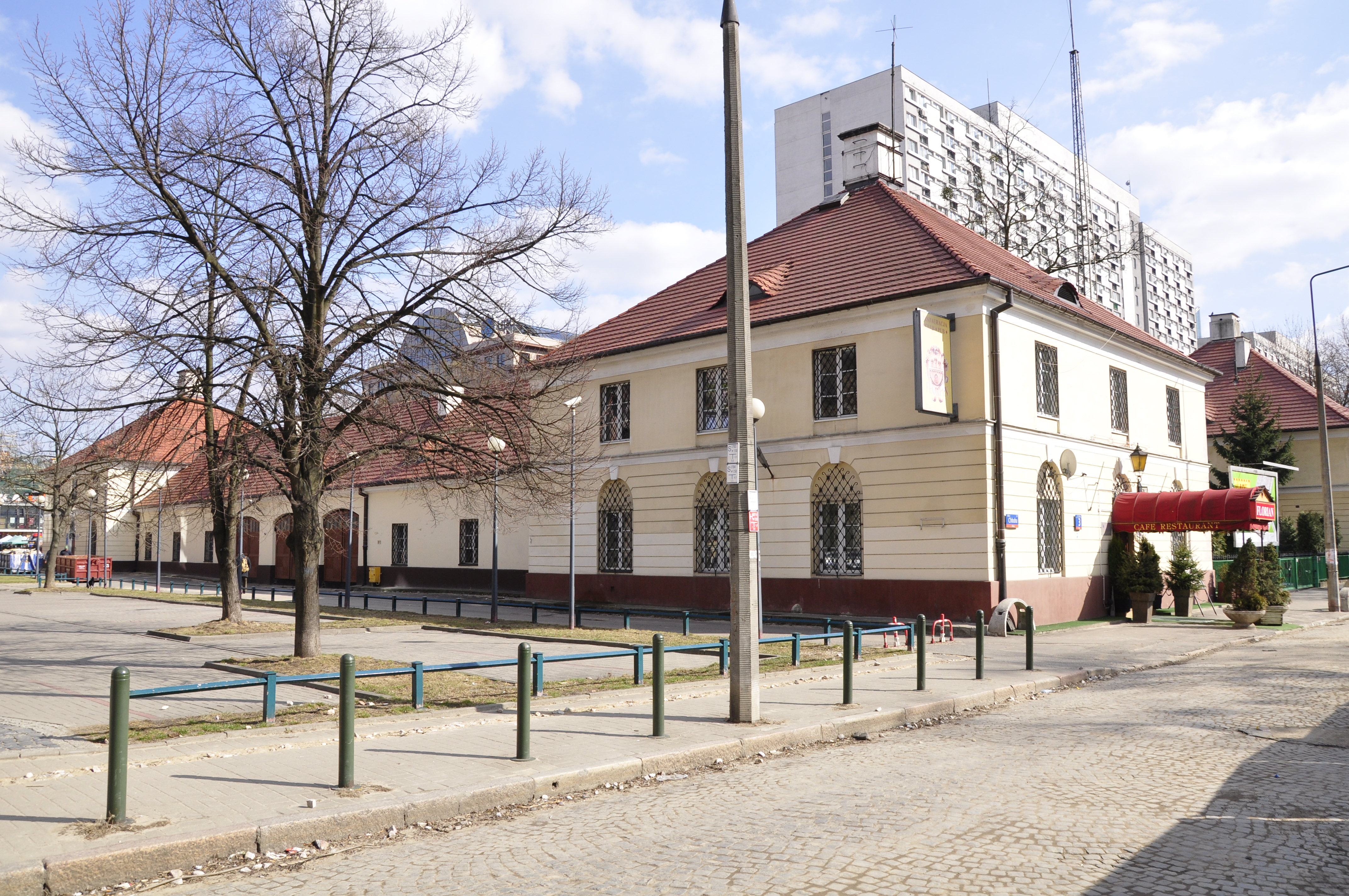
Ocalałe budynki Koszar Gwardii Konnej Koronnej (tzw. Koszar Mirowskich) przy ul. Chłodnej 3

Regiment Gwardii Konnej Koronnej – oddział jazdy armii koronnej wojska I Rzeczypospolitej.

## Formowanie i zmiany organizacyjne
Gwardia Konna Koronna była formacją podległą bezpośrednio królowi, a opłacaną ze skarbu państwa. Zgodnie z etatem Sejmu niemego z 1717, regiment miał liczyć 1000 „porcji”. W 1766 ustanowiono nowy etat, zakładający 645 „głów”. W 1776 zredukowano liczebność etatową do 359 osób, a następnie jeszcze ograniczono - do 349 „głów”. W 1777 regiment składał się ze sztabu, lejbkompanii i chorągwi: płk. Lettowa, oberlejtnanta Gordona, oberlejtnanta Hoffmana, majora Dębickiego, Majora Rynkowskiego, kapitana Lantaua i kapitana Wierzbowskiego.
Według lustracji w 1778 etat przewidywał 334 osoby, a stan faktyczny 426. Zgodnie z etatem z 1783 gwardia konna miała liczyć już 466 głów. Taka też liczebność etatowa regimentu przetrwała już bez zmian do wybuchu powstania kościuszkowskiego.
W styczniu 1789 posiadał 465 „głów”. Po skompletowaniu w 1790 byłych pułków dragońskich, oddział liczył 465 żołnierzy. Od nazwiska dowódcy (Wilhelm Mier) nazywani „dragonami mirowskimi".
Regiment w 1792 liczył 487 „głów” i 429 koni. W 1794 w marcu liczyła 554 „głów” i 433 koni, w maju 660 „głów” i 476 koni, a we wrześniu 683 „głów” i 515 koni.
Hala Mirowska w Warszawie stoi na miejscu koszar dragonów mirowskich.

### Regiment w czasie powstania kościuszkowskiego
W kwietniu 1794 regiment posiadał 8 szwadronów, 554 głowy i 433 konie. Do 29 maja powiększył się o 186 rekrutów i 43 konie. Raport z 30 września podaje pełny stan regimentu – 683 osoby i 515 koni. Połowa regimentu w sile 335 osób i 299 koni uczestniczyła w bitwie pod Maciejowicami, przeszedłszy uprzednio cały szlak bojowy dywizji gen. mjr. Karola Sierakowskiego. 11 października zostało z tej komendy 75 szeregowych i podoficerów oraz 5 oficerów. W garnizonie Warszawa pozostało wówczas 276 ludzi i 110 koni, a w dywizji Ponińskiego 45 konnych. 16 października raport zbiorczy garnizonu Warszawa wykazywał w gwardii konnej 536 osób i  277 koni . 
W chwili wybuchu powstania regimentem dowodził płk Dionizy Poniatowski. Podpułkownikiem był Ignacy Poświatowski, pierwszym majorem – Jan Hoffman, a drugim – Szymon Michalczewski. W pułku służył też sztabskpt. Jakub Szott, por. adiutant Gaszyński, por; Żurakowski, sztabskpt. Kajetan Jankowski, kpt. audytor Raczkowski.
Później awansowali na majorów: Jan Strzałkowski, Stanisław Kosmowski, Stefan Kempiński, Józef Broniewski, Józef Montrym i Jakub Rau. 
Struktura regimentu
Stan liczebny gwardii na koniec kwietnia 1794:
Sztab
- 1 pułkownik
- 1 podpułkownik
- 2 majorów
- 5 kapitanów sztabowych
- 1 regkwatermistrz
- 1 oberaudiutant
- 1 adiutant
- 1 fregfel
- 1 beraiter
- 1 furier
- 1 paukier
- 1 frębacz
- 1 konował
- 1 siodlarz
- 1/0 puszkarz
- 2 profos i podprofos
- /3 podchorążowie
- /14 szeregowi

Razem sztab 23 według etatu, 39 faktycznie, 1 brak, 17 nadkompletowych
Chorągwie
- 3 kapitanów
- 8 poruczników
- 8 chorążych
- 8 wachmistrzów
- 8/5 podchorążych
- 8 furierów
- 8 trębaczy
- 8 felczerów
- 24/23 kaprali
- 360/420 szeregowych

Razem w chorągwiach: etat-443, faktycznie 420
Ogółem: etat 466, faktycznie 459

## Żołnierze regimentu
W regimencie etatami oficerskimi były: szef regimentu, felczer, pułkownik, podpułkownik (do 1782 - dwóch), 2 majorów, 3 kapitanów z kompaniami, 5 kapitanów sztabowych, regimentskwatermistrz, audytor, adiutant, bereiter w randze porucznika, 8 poruczników, 8 chorążych. 
Szefowie regimentu:
- feldm. Jakub Henryk Flemming (1717),
- gen. lejtn. Stanisław Lubomirski[a] (1754-1760),
- gen. lejtn. Kazimierz Poniatowski (1760),
- Wincenty Potocki (6 grudnia 1773-1793)
- ks. Stanisław Poniatowski (1794-)

Pułkownicy:
- Wilhelm Mier (1717),
- gen. mjr Karol Jordan (1767 (?)[1])
- Henryk Lettow (1766-1782)
- Józef Hoffman (1782-1792)
- gen. mjr Dionizy Poniatowski (1792-)

## Bitwy i potyczki
Regiment brał udział w działaniach zbrojnych konfederacji barskiej. Nie  wziął udziału w wojnie z Rosją 1792. Wchodził wówczas skład korpusu rezerwowego gen. Arnolda Byszewskiego. Walczył w czasie insurekcji warszawskiej. Jego żołnierze walczyli w bitwie pod Słonimiem (3 sierpnia 1794), bitwie pod Krupczycami (16 września 1794) i Brześciem (17 września 1794) i bitwie pod Maciejowicami (10 października 1794).